# Euronotobrachys plana
Euronotobrachys plana är en insektsart som beskrevs av George Willis Kirkaldy 1906. Euronotobrachys plana ingår i släktet Euronotobrachys och familjen Eurybrachidae. Inga underarter finns listade i Catalogue of Life.